# 국민중심연합
국민중심연합(國民中心聯合)은 2010년 4월 1일에 심대평이 창당한 대한민국의 정당이다.

## 내력
자유선진당의 심대평이 자유선진당의 이회창 당시 대표에 반발하면서 창당한 정당인 만큼 당명은 기존에 심대평이 창당하였던 국민중심당과 유사한 명칭을 사용하였다. 당사는 서울특별시 영등포구 여의동 동성빌딩 10층에 있었다. 2010년 6월 2일 실시된 지방 선거에서 공주시장, 공주시의원, 계룡시의원을 당선시키는 데 그쳐 사실상 심대평의 개인 정당으로 전락하고 만다. 결국, 독자적인 정치 세력을 형성하는데 실패하고 2011년 11월 15일 다시 자유선진당에 통합되었다. 이 때, 형식상으로는 신설합당의 모양새를 갖추었으나 사실상 심대평의 복당이었다.

## 역대 선거 결과

### 지방선거
|  | 0% |

|  | 0.44% |

|  | 0% |

|  | 0.07% |

## 같이 보기
- 국민중심당
- 자유선진당